# Joegoslavisch voetbalelftal (vrouwen)
Het Joegoslavisch vrouwenvoetbalelftal was een voetbalteam dat de Socialistische Federale Republiek Joegoslavië vertegenwoordigde in internationale wedstrijden, zoals het Europees kampioenschap. Het elftal was tussen 1972 en 1992 actief. De geschiedenis van de ploeg van de Federale Republiek Joegoslavië wordt beschreven in het artikel over het voetbalelftal van Servië en Montenegro.
Het team van Joegoslavië speelde in 1972 zijn eerste interland tegen Italië, waarin met 3-0 werd verloren. In 1978 nam het team deel aan een toernooi in Pescara. In 1991 nam het ook deel aan het 4th Grand Hotel Varna Tournament. Pas in 1992 probeerde het zich te kwalificeren voor een Europees kampioenschap.
Het laatste duel van Joegoslavië vond plaats op 28 mei 1992 tegen Duitsland in het kader van de kwalificatie voor het Europees kampioenschap voetbal vrouwen 1993. Deze wedstrijd vond plaats in de Bulgaarse hoofdstad Sofia vanwege de aanhoudende conflicten in Joegoslavië. De terugwedstrijd werd vanwege de Joegoslavische oorlogen nooit gespeeld en Duitsland werd uitgeroepen als winnaar. Pas in 1995 speelde de Federale Republiek Joegoslavië, de opvolger van de Socialistische Federale Republiek, zijn eerste wedstrijd.

## Prestaties op eindronden

### Wereldkampioenschap
| Jaar   | Resultaat                                  | Wed                                        | W                                          | G                                          | V                                          | DV                                         | DT                                         |
| ------ | ------------------------------------------ | ------------------------------------------ | ------------------------------------------ | ------------------------------------------ | ------------------------------------------ | ------------------------------------------ | ------------------------------------------ |
| 1991   | Niet deelgenomen                           | Niet deelgenomen                           | Niet deelgenomen                           | Niet deelgenomen                           | Niet deelgenomen                           | Niet deelgenomen                           | Niet deelgenomen                           |
| 1995   | Speelde als Federale Republiek Joegoslavië | Speelde als Federale Republiek Joegoslavië | Speelde als Federale Republiek Joegoslavië | Speelde als Federale Republiek Joegoslavië | Speelde als Federale Republiek Joegoslavië | Speelde als Federale Republiek Joegoslavië | Speelde als Federale Republiek Joegoslavië |
| Totaal | 0/1                                        | 0                                          | 0                                          | 0                                          | 0                                          | 0                                          | 0                                          |

### Europees kampioenschap
| Jaar   | Resultaat                                  | Wed                                        | W                                          | G                                          | V                                          | DV                                         | DT                                         |
| ------ | ------------------------------------------ | ------------------------------------------ | ------------------------------------------ | ------------------------------------------ | ------------------------------------------ | ------------------------------------------ | ------------------------------------------ |
| 1984   | Niet deelgenomen                           | Niet deelgenomen                           | Niet deelgenomen                           | Niet deelgenomen                           | Niet deelgenomen                           | Niet deelgenomen                           | Niet deelgenomen                           |
| 1987   | Niet deelgenomen                           | Niet deelgenomen                           | Niet deelgenomen                           | Niet deelgenomen                           | Niet deelgenomen                           | Niet deelgenomen                           | Niet deelgenomen                           |
| 1989   | Niet deelgenomen                           | Niet deelgenomen                           | Niet deelgenomen                           | Niet deelgenomen                           | Niet deelgenomen                           | Niet deelgenomen                           | Niet deelgenomen                           |
| 1991   | Niet deelgenomen                           | Niet deelgenomen                           | Niet deelgenomen                           | Niet deelgenomen                           | Niet deelgenomen                           | Niet deelgenomen                           | Niet deelgenomen                           |
| 1993   | Niet gekwalificeerd                        | Niet gekwalificeerd                        | Niet gekwalificeerd                        | Niet gekwalificeerd                        | Niet gekwalificeerd                        | Niet gekwalificeerd                        | Niet gekwalificeerd                        |
| 1995   | Speelde als Federale Republiek Joegoslavië | Speelde als Federale Republiek Joegoslavië | Speelde als Federale Republiek Joegoslavië | Speelde als Federale Republiek Joegoslavië | Speelde als Federale Republiek Joegoslavië | Speelde als Federale Republiek Joegoslavië | Speelde als Federale Republiek Joegoslavië |
| Totaal | 0/5                                        | 0                                          | 0                                          | 0                                          | 0                                          | 0                                          | 0                                          |

FSJ · A-internationals · Bondscoaches · Selecties · Joegoslavisch vrouwenelftal · Joegoslavië U21 · Joegoslavië U19 · Joegoslavië U18 · Joegoslavië U17 · Joegoslavië U16
1920 – 1929 ·
1930 – 1939 ·
1940 – 1949 ·
1950 – 1959 ·
1960 – 1969 ·
1970 – 1979 ·
1980 – 1989 ·
1990 – 1999 ·
2000 – 2002
EK 1960 · 
EK 1968 · 
EK 1976 · 
EK 1984 · 
EK 2000
WK 1930 · 
WK 1950 · 
WK 1954 · 
WK 1958 · 
WK 1962 · 
WK 1974 · 
WK 1982 · 
WK 1990 · 
WK 1998 · 
OS 1920 · 
OS 1924 · 
OS 1928 · 
OS 1948 · 
OS 1952 · 
OS 1956 · 
OS 1960 · 
OS 1980 · 
OS 1984 · 
OS 1988
1920 · 
1921 · 
1922 · 
1923 · 
1924 · 
1925 · 
1926 · 
1927 · 
1928 · 
1929 · 
1930 · 
1931 · 
1932 · 
1933 · 
1934 · 
1935 · 
1936 · 
1937 · 
1938 · 
1939 · 
1940 · 
1941 · 
1942 · 1943 · 1944 · 1945 · 
1946 · 
1947 · 
1948 · 
1949 · 
1950 · 
1952 · 
1952 · 
1953 · 
1954 · 
1955 · 
1956 · 
1957 · 
1958 · 
1959 · 
1960 · 
1961 · 
1962 · 
1963 · 
1964 · 
1965 · 
1966 · 
1967 · 
1968 · 
1969 · 
1970 · 
1971 · 
1972 · 
1973 · 
1974 · 
1975 · 
1976 · 
1977 · 
1978 · 
1979 · 
1980 · 
1981 · 
1982 · 
1983 · 
1984 · 
1985 · 
1986 · 
1987 · 
1988 · 
1989 · 
1990 · 
1991 · 
1992 · 
1993 · 
1994 · 
1995 · 
1996 · 
1997 · 
1998 · 
1999 · 
2000 · 
2001 · 
2002 · 
Albanië ·
Algerije ·
Argentinië ·
Bangladesh ·
België ·
Bolivia ·
Bosnië en Herzegovina · 
Brazilië ·
Bulgarije ·
Canada ·
Chili ·
China ·
Colombia ·
Congo-Kinshasa ·
Costa Rica ·
Cyprus ·
Denemarken ·
DDR ·
Duitsland ·
Ecuador ·
Egypte ·
El Salvador · 
Engeland ·
Ethiopië ·
Faeröer ·
Finland ·
Frankrijk ·
Ghana · 
Griekenland ·
Honduras ·
Hongarije ·
Hongkong ·
Ierland ·
Indonesië ·
Iran ·
Israël ·
Italië ·
Japan ·
Kroatië ·
Luxemburg ·
Malta ·
Marokko ·
Mexico ·
Nederland ·
Nigeria ·
Noord-Ierland ·
Noord-Macedonië ·
Noorwegen ·
Oekraïne ·
Oostenrijk ·
Paraguay ·
Peru · 
Polen ·
Portugal ·
Roemenië ·
Rusland ·
Saarland ·
Schotland ·
Slovenië ·
Slowakije ·
Sovjet-Unie ·
Spanje ·
Tsjechië ·
Tsjecho-Slowakije ·
Tunesië ·
Turkije ·
Uruguay ·
Venezuela ·
Verenigde Arabische Emiraten ·
Verenigde Staten ·
Wales ·
Zuid-Korea ·
Zweden ·
Zwitserland